# 환근목
환근목 또는 돌리올룸목(Doliolida)은 탈리아강에 속하는 피낭동물 목의 하나이다. 살파 및 불우렁쉥이와 관련이 있는 작은 해양 동물이다. 환근류의 몸은 1–2cm 크기로 작으며, 술병 모양을 띤다.

## 하위 과
- 환근아목 또는 돌리올룸아목 (Doliolidina)
  - 바다술통과 또는 돌리올룸과 (Doliolidae) Bronn, 1862
  - 돌리옵소이데스과 (Doliopsoididae) Godeaux, 1996
- 돌리옵시스아목 (Doliopsidina)
  - 돌리올루나과 (Doliolunidae) Robison, Raskoff & Sherlock, 2005 
  - 돌리옵시스과 (Doliopsidae) Godeaux, 1996
  - 파라돌리옵시스과 (Paradoliopsidae) Godeaux, 1996